# Okounov
Okounov è un comune della Repubblica Ceca facente parte del distretto di Chomutov, nella regione di Ústí nad Labem.